# اکباشیم
اکباشیم (به لاتین: Akbashim) یک منطقهٔ مسکونی در قرقیزستان است که در استان ایسیق‌کول واقع شده‌است.